# Lichénologie
Cet article court présente un sujet plus développé dans : Lichen.

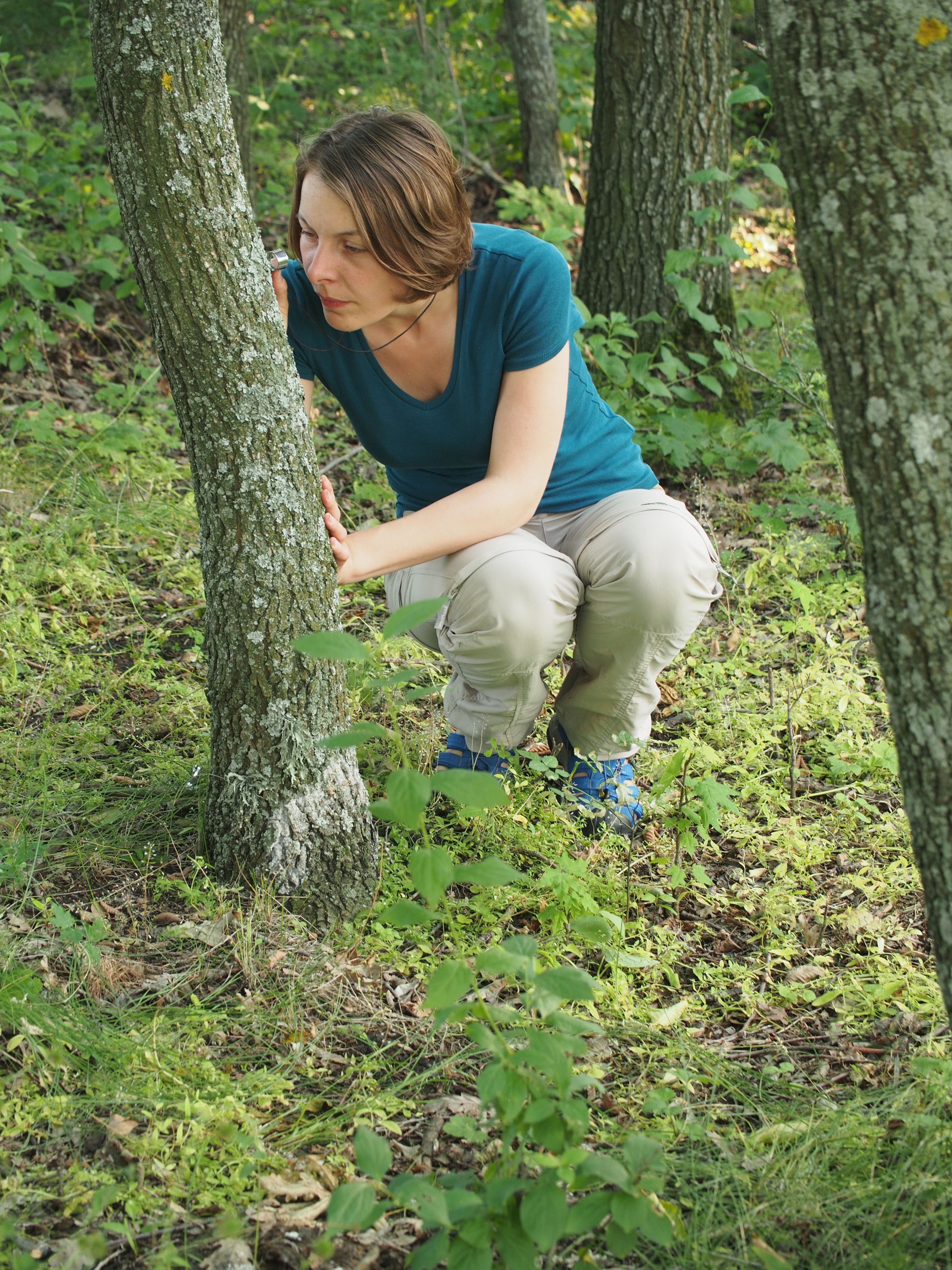
Doctorante en lichénologie et bryologie étudiant la composition en espèces lichénicoles d'écorces de jeunes arbres. Elle a une petite loupe à main (x 10 et x 20) attachée autour du cou, matériel indispensable pour la détermination des espèces.

La lichénologie est la branche de la mycologie qui étudie les lichens. Le lichénologue est le mycologue spécialisé dans cette étude.

## Diagnose
De nombreux critères diagnostiques sont utilisés pour déterminer une espèce : caractères morphologiques (type de thalle, taille, couleur, présence de structures de reproduction, d'ancrage), caractères microscopiques (couleur et forme des spores reproductives) et tests chimiques (en).